# Bitwa pod Nurem
Bitwa pod Nurem – bitwa stoczona 22 maja 1831 roku podczas powstania listopadowego.
Podczas ofensywy wojsk polskich, która wkrótce doprowadzić miała do bitwy pod Ostrołęką prawa kolumna armii polskiej dowodzona przez generała Tomasza Łubieńskiego stoczyła bój z rosyjską grupą generała Karla Tolla. Wojska polskie, w których skład wchodziła 5 Dywizja Piechoty oraz 2 Korpus Jazdy, zostały odcięte. Po ciężkiej walce Polacy przełamali opór Rosjan i zdołali przebić się do Strękowa.